# Oliver Riedel
Oliver Riedel, også Oliver "Ollie" Riedel (født 11. april 1971 i Schwerin, Tyskland, Oliver’s højde: 2 m) er Komponist, musiker, lyriker, guitarist, bassist, bas, pyrotekniker og fyrværker i det tyske metal-band Rammstein.

## Barndom
Oliver voksede op i Schwerin, som enebarn. Moderen fødte 3 år efter Oliver en søn, der døde af vand i hovedet kort tid efter fødslen. Oliver havde et godt forhold til begge sine forældre. Han forklarer dette med forskellen på ham og de øvrige af Rammsteins aldre. Som barn var Oliver ikke nogen præmie-elev, men han banede sig igennem skolen med sin mor. Oliver har altid været meget genert, især i hans teenage-år. Han fortæller i et interview, at mens hans venner dansede med piger på diskoteket, foretræk han at være hængende. Dog er han også bandets mest sky person, selvom Christian Lorenz også har generte sider, til forehold til Paul Landers og Richard Z. Kruspe. Oliver Riedel er eneste medlem, der har boet i Vestberlin.

## Musikalsk karriere
Som 15-årig startede Oliver Riedel til guitar, og senere hen som bas. I en alder af nitten, kom han med i punk-rock bandet, kaldt: The Inchtabokatables. Han fandt i 1994 sammen med Richard Z. Kruspe på guitar, Christoph Schneider på trommer. Oliver Riedel er bedst med fingerspil, både til bas og guitar, men i enkelte sange bruger han et plekter. Han fortæller i et interview, at han bedst kan lide de to første albums.

## Scenepersonlighed
Her er nogle af de bands som Oliver Riedel har været med i og nogle af dem som han stadigvæk er med i dag.

### Tidligere bands
- 1992 - 1993: The Inchtabokatables

### Gæstekunster/ gæsteoptræder
- 2021: DŸSE - 89/90

### Live optrædener
- 27 Apr. 2001 Columbiahalle. Berlin. Tyskland.

### Rammstein
Rammstein:
- Herzeleid (1995).
- Sehnsucht (1997).
- Mutter (2001).
- Reise, Reise (2004).
- Rosenrot (2005).
- Liebe ist für alle da (2009).
- Rammstein (2019).[3]
- Zeit 29. April (2022).

#### Schtiel
- Schtiel, (2003), opført på russisk.

#### Marilyn Manson
- The Beautiful People, Rammstein (2017). Marilyn Manson.

#### (Heino) Heinz Georg Kramm
- Sonne, Rammstein (2021) (Heino) Heinz Georg Kramm.

## Interview, citater og tv

### Film
- 1999: The Debtors
- 2002: xXx

### Video
- 2016: Flora Camille - Fritillaries (sfx)[4]

## Privatliv
Oliver Riedel kan lide fotografi og sport, især skateboarding og surfing. Oliver Riedel har to børn, ene kaldt Emma, anden kaldt Sophie. Han er god på en computer og god styr på at bruge én. Oliver Riedel er bandets højeste medlem på 2,01 cm. Hans familie elsker den type musik Rammstein spiller.